# アダムとポール
『アダムとポール』（原題:Adam & Paul）は2004年にアイルランドで公開されたコメディ映画である。監督はレニー・エイブラハムソン、主演はマーク・オハローランとトム・マーフィが務めた。エイブラハムソンにとって本作が長編映画デビュー作となった。
本作は日本では劇場公開されずDVDも発売されていないが、2007年6月にシネフィルイマジカで放送された。

## ストーリー
アダムとポールは公園の真ん中で目覚めたが、体調が思わしくなかった。とはいえ、麻薬を切らすわけにも行かないので、2人は足取りが覚束ないまま町へと出かけた。売人からヘロインを購入しようとしたところ、口論になってしまったため、慌てて乗っていたバスから飛び降りた。薬が切れて意識がはっきりしない2人は車道のど真ん中を歩いていたため、ポールがバイクにはねられて脚を負傷してしまった。ダブリンの公園をうろついていると、2人は酔っ払ったごろつきに絡まれた。不愉快な気分になった2人は、公園のベンチで自分たちの今後について考えることにした。親友であるマシューの葬式に出席しなかったことで、2人はマシューの妹であるオーラから怒りを買ってしまったのである。そんな2人の元に、マリアンとウェインの兄妹がやって来て「お前たちは妹のジャニンに寄りつくな」と言ってきた。口論の末、酒場でマシューの葬式を全員で執り行うこととなった。
自分たちが歩むべき道を見出せないまま、アダムとポールはダブリンの町を彷徨い続けていた。2人は人違いで殴られそうになったり、空き巣をしようとしたポールが手を痛めたりするなど無為な行動を連発した。挙げ句の果てには、ハンドバッグを盗もうとしてカフェからつまみ出されたり、スーパーで無銭飲食をして追い出されたりした。何をやっても上手く行かない2人は東欧系の移民から罵倒され、さらに惨めな気持ちになった。結局、2人はヘロインを入手することができなかった。ウェインに警告されたにも拘わらず、2人はジャニンの元を訪れた。彼女は不在だったがドアが開いていたので2人はそこから侵入した。そして、家の中にあったテレビを盗み出そうとした。しかし、その矢先に赤ん坊が泣き出したため、2人は必死で泣き止ませようとした。そこへジャニンが帰宅した。赤ん坊を可愛がっていた2人を見たジャニンは彼らが盗みを働こうとしていたとは思わなかった。2人は夜にまた会おうと言って家を後にした。
ヘロインを諦めきれなかった2人はダウン症の青年から財布を奪い取ったが、その中に現金は入っていなかった。がっかりして町をふらついていた2人は、突如として男から胸ぐらを掴まれた。男はクランクと名乗り、2人を「俺の悪評を流しやがって」と怒鳴りつけた。クランクとその友人であるジッピーは2人を誘拐し、倉庫へと連れて行った。意識がはっきりしない2人は警察が来たのにも気が付かったが、クランクとジッピーは逮捕された。
2人はクランクの車を闇市場に流そうとしたが、業者へ持って行く途中に事故に遭ってしまう。それでもめげない2人は廃品のテレビを高齢者に売りつけようとしたが、使い物にならない廃品をつかまされてしまった。なおも彷徨い続ける2人は売人がギャングに襲撃されている現場に遭遇したが、特に何かをすることもなくその場を去った。その矢先、2人の足下にカバンが飛んできた。中を開けると、そこにはヘロイン2袋が入っていた。
ヘロインを吸って上機嫌になった2人はダブリンの繁華街を夜通し歩き続けた。翌朝、ポールが目を覚ますとそこはダブリン・ベイであった。アダムはポールにもたれかかっていたが、やけに静かだった。おそらく、アダムはオーバードーズが原因で亡くなったのだろう。アダムの死に衝撃を受けたポールはヘロインを持ち去ることなくその場を去った。今日もまた、ポールはダブリンのどこかを放浪し続ける。

## キャスト
- マーク・オハローラン - アダム
- トム・マーフィ - ポール
- ゲリー・ムーア - クランク
- アンソニー・モリス - ジッピー
- イオン・カラミトル（英語版） - 東欧人
- ディアドラ・モロイ - マリアン
- メアリー・マレー - オーラ
- ポール・ロウ - ウェイン

## 受賞
本作はアイルランド・アカデミー賞で8部門にノミネートされ、エイブラハムソンが監督賞を受賞した。